# Central de Trabajadores de Cuba
Central de Trabajadores de Cuba (CTC) är den enda tillåtna fackliga organisationen på Kuba. Organisationen har täta band till staten och det regerande kommunistpartiet. Eftersom strejker varken är tillåtna i lag eller förekommer i praktiken organiserar CTC inga strejker.